# Oratori de Sant Pelegrí
L'Oratori de Sant Pelegrí és una obra de la Cellera de Ter (Selva) inclosa a l'Inventari del Patrimoni Arquitectònic de Catalunya.

## Descripció

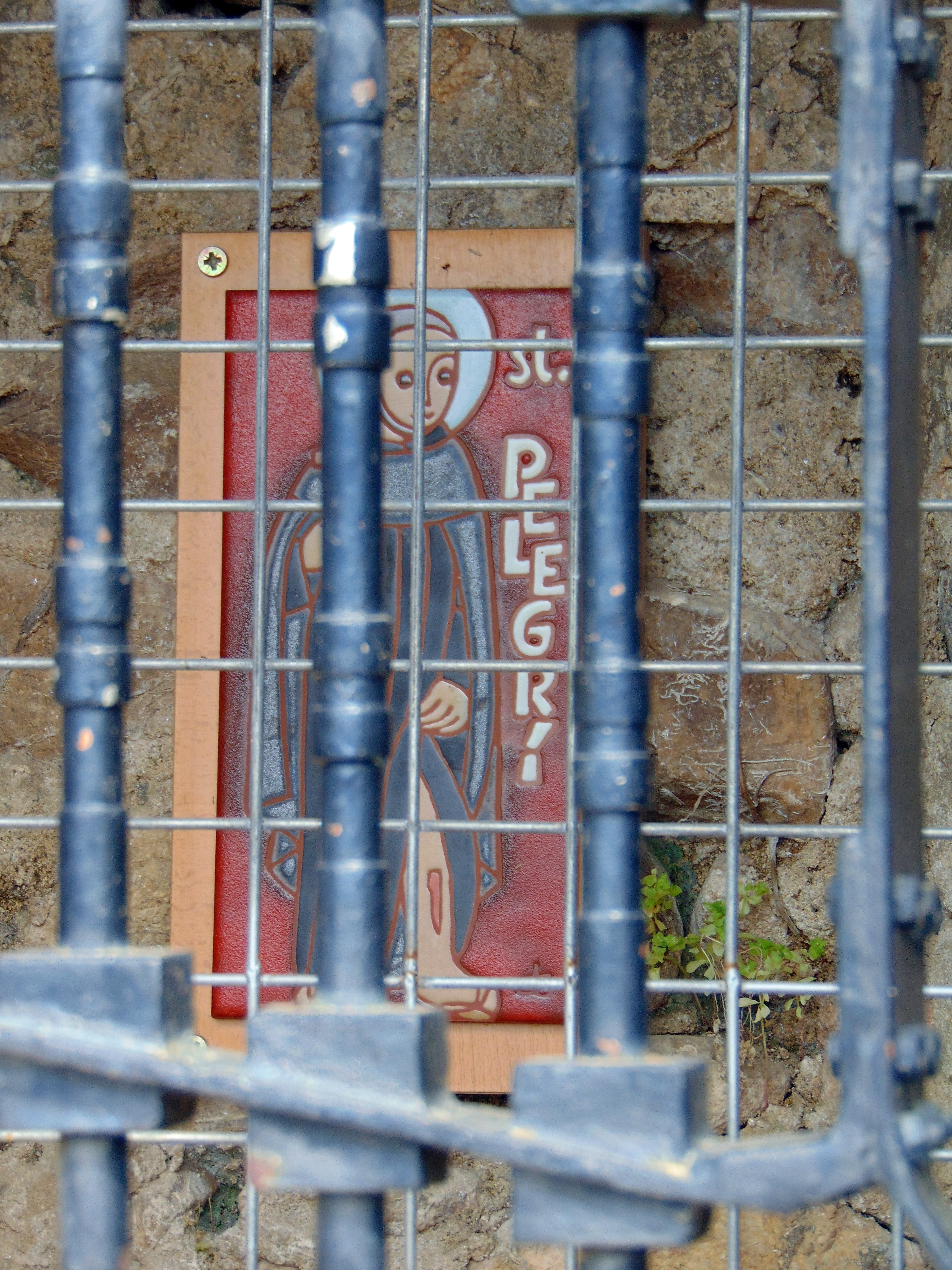

Petit edifici de planta quadrada que té aparença de cova, tot de pedra vista. Està situat en una posició elevada per un aterrassament i s'hi accedeix per unes escales laterals, fetes de pedra. A l'entorn de l'edifici hi ha una taula feta amb una pedra de molí i una soca vella d'olivera.
L'única obertura de la construcció és una finestreta rectangular que té una reixa de ferro forjat, de recent factura i amb profusa i variada decoració. La imatge del sant ha estat espoliada, agredida o retirada, per la qual cosa actualment hi ha només una estampa amb la seva imatge impresa.
Vora la finestra hi ha una inscripció i sota d'aquesta un seguit de cinc escalons en forma piramidal que condueixen al fidel interessat a les proximitats de la imatge.

## Història
Es tracta d'un Oratori dedicat a Sant Pelegrí. És originari del segle xviii (1789) i fou construït per Jeroni Vinyes, cap de família de la masia de Can Vinyes.
Pel que fa al sant, d'origen italià, està relacionat amb la curació de llagues i ferides similars, per la qual cosa s'ha relacionat la seva fundació amb la prometença d'algun dels caps de família a construir un oratori al sant a canvi dels seus favors mèdics i màgics.
L'edificació fou malmesa durant la Guerra Civil i restaurada recentment.
Actualment no hi ha cap sant en el lloc on se li reserva un pòdium, sinó que hi ha una estampa impresa del sant.
Sota la finestreta enreixada per on es veu la fornícula hi ha una placa metàl·lica on hi ha escrites les paraules següents de l'erudit i historiador local Lluís Llagostera: SIGEU-NOS SANT PELEGRÍ PROPICI EN NOSTRE CAMÍ / I EN AQUEST LLOC DE PARADA TROBI CADA VIANANT / VEIENT LA CREU DEL SENYOR PAU EN L'ÀNIMA I EL COS.
Sota la propietat de Can Vinyoles d'Avall existeix un altre oratori, d'estructura similar, dedicat a Sant Benet de Palerm (Veure la fitxa referent a l'Oratori de Sant Benet de Palerm de La Cellera de Ter, Selva), també un sant italià. L'Oratori de Sant Benet esdevingué, però, molt més concorregut i popular que el de Sant Pelegrí. De tota manera, tots dos oratoris estaven situats a la part baixa de dues grans propietats i al pas de camins molt concorreguts, el que menava a Plantadís en el cas de l'Oratori de Sant Pelegrí i el que anava cap al Pasteral i cap a Amer en el cas de l'Oratori de Sant Benet. Com que esdevingueren llocs prou transitats, precisament per això es van situar als límits d'aquestes propietats.